# La montagna silenziosa
La montagna silenziosa (Der stille Berg) è un film del 2014 diretto da Ernst Gossner.
Pellicola ambientata durante la prima guerra mondiale con protagonisti William Moseley ed Eugenia Costantini, e la partecipazione di Claudia Cardinale.

## Trama
Maggio 1915. In un'influente famiglia del Südtirol si stanno celebrando le nozze tra un italiano e una ragazza austriaca. Il giovane fratello della sposa, Andreas, di chiari ideali patriottici e anti-italiani, durante la festa si innamora inaspettatamente di Francesca, diciassettenne di origini piemontesi. Il loro è amore a prima vista, ma proprio durante i festeggiamenti arriva la notizia della dichiarazione di guerra dell'Italia all'Austria, e l'inizio della prima guerra mondiale. Le due coppie vengono forzatamente divise, con Andreas arruolato sul fronte austriaco, e il cognato Calzolari su quello italiano. Gli splendidi territori delle Dolomiti diventano così in breve tempo teatro delle brutali atrocità della guerra. Mentre i due uomini affrontano la difficile vita della trincea, le rispettive compagne lavorano in ospedale come infermiere, prestando soccorso ai molti feriti. Ma ben presto le due donne, rimaste da sole, verranno insidiate da un individuo senza scrupoli, e i due soldati, nemici sul campo di battaglia, uniranno le forze per salvarle. La strada per avvicinarsi nuovamente alle loro compagne sarà però irta di pericoli e grandissime difficoltà, tra la cieca brutalità della guerra e le avversità della natura selvaggia che li circonda.